# Pożar w żłobku w Hermosillo
Pożar w żłobku w Hermosillo – katastrofa, do jakiej doszło 6 czerwca 2009, w miejscowości Hermosillo, w Meksyku. Przyczyny pożaru nie są znane. Prawdopodobnie wybuchł w sąsiadującym ze żłobkiem magazynie lub składzie opon, następnie przenosząc się na zakład opiekuńczo-wychowawczy.
Zginęło 44 dzieci w wieku od 3-4 miesięcy do 2-3 lat. Większość udusiła się dymem. Kolejnych pięcioro zmarło kilka dni później na skutek poniesionych obrażeń, co podniosło liczbę ofiar do 49.
W chwili wybuchu pożaru w budynku znajdowało się co najmniej 176 dzieci. Ogień został ugaszony w ciągu około dwóch godzin.
Hospitalizowano ponad 40 dzieci i sześciu dorosłych, którzy odnieśli obrażenia, głównie na skutek zatrucia dymem oraz oparzeń.